# 現代企業社
現代企業社（げんだいきぎょうしゃ）は高知県内で喫茶店、レストラン、雑貨店などを展開する企業グループである。展開店舗は2024年時点で14店舗。なお、グループを構成するのは有限会社現代興産、有限会社日高、有限会社ゲンダイカンパニー、株式会社ナイフアンドフォークカンパニーの4社であり、「現代企業社」という名称の法人は存在しない。4社のうちグループの源流とされるのは設立が最も古い「有限会社現代興産」だが、現在は店舗の半数以上を「株式会社ナイフアンドフォークカンパニー」が運営している。

## 沿革
現代企業社の起源は、1950年代に高知市内で開業した喫茶店にある。最初の開店は1957年（昭和32年）4月に開店した「ニヒル」で、その後「ニヒル」経営者の兄にあたる大西清澄（1919年-2014年）も「ショパン」を開店した。大西清澄は店の雰囲気作りも一種の芸術であるとの考えから、芸術家としても活動し始め、小説も書いた多才な人物である。「ショパン」がコーヒーにパンやサラダを付けて供したモーニングセットが、高知の喫茶店におけるセット提供の発祥であるとする説もある。経営店は徐々に増え、1960年代末には喫茶店8店、バー1軒を経営した。
1971年には高知県高岡郡日高村の加茂地区に「レストラン高知」を開き、レストラン事業に乗り出した。これは国道33号線を往来するドライバーの需要を見込んだものだったが、高速道の延伸で国道の交通量が減少したため、地域住民が主な客層となったという。この「レストラン高知」を発端として、2016年現在では国道沿いにレストランを多数展開している。旧高知工業高校校舎の木材を再利用した「穀物學校」（1999年）、高知大丸内に設けた屋外庭園を伴う「ガーデン食堂 土佐水木」（2002年）、奈半利町にあった国の近代化産業遺産、藤村製糸工場の鉄骨を転用した「農園レストラン トリトン」など、個性的な店舗を展開する。
2015年にカゴメが開催した「オムライススタジアム」にはレストラン高知が「南国土佐のオムライス」を出品、日高村の職員も加わって会場で1835食を供食し、準グランプリを獲得した。

## 店舗
- レストラン高知
- ネレウス（1986年2月開店[19]）
- 穀物學校
- レストラン12か月
- 古民家カフェ 土佐水木(2012年5月31日移転開店[20])
- 風見鶏
- あじさい街道（2010年8月4日開店[21]）
- ファウスト（ショパン→第一→ファウスト[22]）
- メフィストフェレス（1964年開店[23]）
- プチ12か月
- ケーキカフェ ノエル（2006年4月12日開店[24]）
- 黒猫ベーカリー
- 屋根の上のガチョウ
- パノラマ
- 12か月ガーデン
- めだか池ギャラリー（2008年11月1日開店）
- ファウストギャラリー
- メフィストホール
- ミュージアムカフェ マルク（2015年9月25日開店[25]）
- トリトン（2015年10月19日開店[26]）
- イソップの台所（2018年12月3日開店[27]）

### 過去の店舗
- 「グレイン」→「ツバメ食堂」（2013年1月31日閉店[28]）
- 「ジャスミン」（2011年4月23日高知大丸内に開店[29]、2012年2月1日帯屋町に移転開店[30]）→「ブリキのサボテン」（2017年2月15日改名[31]、2018年8月31日閉店[32]）
- 「黒猫のマドレーヌ」→「黒猫ベーカリー」
- かつては愛媛県西条市にレストラン「ゼウス」を出店していたが、2009年9月30日限りで閉店した[33]。これをもって高知県外からはすべて撤退している。